# Adams George Archibald

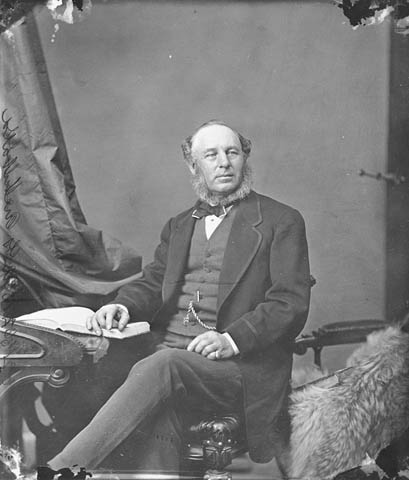
Adams George Archibald.

Adams George Archibald, född 3 maj 1814 i Truro, Nova Scotia, död 14 december 1892 i Truro, Nova Scotia, var en kanadensisk politiker.
Archibald, som tillhörde en gammal skotsk släkt, blev 1838 advokat och invaldes 1851 i Nova Scotias lagstiftande församling. Som provinsens ombud deltog han i konferensen i Charlottetown 1864 angående föreningav Nova Scotia, New Brunswick och Prins Edwards ö, samma år i Quebec-konferensen angående hela Brittiska Nordamerikas federation samt 1866 i London i de förhandlingar, som ledde till enhetsverkets slutliga fulländning. Archibald var 1867–1868 "statssekreterare för provinserna" i det förenade Kanadas första ministär och blev, sedan Manitoba förvärväts från Hudson-bay-kompaniet, detta områdes förste viceguvernör (lieutenant governor). Som sådan (1870–1872) förde han en klok politik mot indianerna och tryggade ordningen genom upprättande av en beriden polisstyrka. 1873–1883 var han viceguvernör i Nova Scotia.